# يوبا (قناة)
يوبا هي قناة تلفزية فضائية كندية كيبيكية تتوجه للأطفال ما بين سنتين و 6 سنوات، وقد أطلقت في الأول من أبريل سنة 2010 مع مجلة بنفس الاسم.